# Берёзовка (приток Олицы)
Берёзовка — река в России, протекает в Новоржевском районе Псковской области. Устье реки находится в 17 км по левому берегу реки Олица. Длина реки — 15 км.
На берегах реки стоят деревни Гром и Тарасово Макаровской волости.
Высота устья — 134,6 м над уровнем моря.

## Данные водного реестра
По данным государственного водного реестра России относится к Балтийскому бассейновому округу, водохозяйственный участок реки — Великая. Относится к речному бассейну реки Нарва (российская часть бассейна).
Код объекта в государственном водном реестре — 01030000112102000028274.